# Церква святого архістратига Михаїла (Перемилів)
Церква святого архістратига Михаїла в Перемилові — парафія і храм греко-католицької громади Гримайлівського деканату Бучацької єпархії Української греко-католицької церкви в селі Перемилів Чортківського району Тернопільської области.
Оголошена пам'яткою архітектури місцевого значення (охоронний номер 1867).

## Історія церкви
Греко-католицька церква Святого Архистратига Михаїла була побудована в 1819 році. У 1929 році до неї зробили добудову спільними зусиллями парафіян сіл Перемилів і Карашинець, які належали до цієї парафії до 1993 року.
З 1947 по 1991 рік парафія належала до РПЦ, а з 1991 року знову повернулася в лоно УГКЦ. У 2010 році на парафії відбулася Свята Місія.
При парафії діють такі спільноти:
- Братство «Апостольство молитви».
- Спільнота «Матері в молитві».
- Вівтарне братство.

На території села також є капличка Матері Божої та чотири хрести парафіяльного значення.

## Парохи
- о. Василій Чайковський (1900—1906),
- о. Миколай Кобилянський (1907—1910),
- о. Леонтій Коростіль (1911—1912),
- о. Євстахій Слівінський (1913—1932),
- о. Степан Дзібій (1933—1934),
- о. Федір Бобуняк (1935—1938),
- о. Іван Малащук (1939—1944),
- о. Михаїл Козоріз (1945—1947),
- о. Іван Проскурницький,
- о. Михаїл Єднак,
- о. Йосиф Данилевич,
- о. Володимир Письо,
- о. Володимир Новоженець,
- о. Михайло Галайко,
- о. Ярослав Валеган,
- о. Іван Шулик,
- о.Тимофій Бурштинський,
- о. Михайло Мацьків (з 1996).